# شط البصرة
شط البصرة هو قناة مائية صناعية متفرعة من قناة كرمة علي، شمال غرب البصرة، متجهة نحو شرق الزبير حتى تنصب في خور الزبير، حيث أُقيم هناك ناظم شط البصرة، كان الغرض من حفر شط البصرة تخفيف العبء عن شط العرب في موسم الفيضان، وذلك بتصريف مياه نهري دجلة والفرات إلى الخليج العربي مباشرة عن طريق خور الزبير، والتحكم في ثبات مناسيب المياه في هور الحمار.
كان ويليام ويلكوكس أول من اقترح إنشاء هذا الشط ، وذكره في تقريره سنة 1911، ورأى ضرورة إحياء نهر الحجّاج، الذي يبدأ من كرمة علي ليتصل بخور الزبير، وأن يكون عرض النهر 50 متراً وعمقه 5 أمتار و30 سنتيمتراً.
ثم في عام 1928، عرض متصرف البصرة سليمان فيضي مشروعاً على الحكومة يتضمن التوصية بحفر قناة وصل بين قناة كرمة علي وخور عبد الله، وبعد فيضان سنة 1969 اضطرّت الحكومة إلى دراسة المشروع وتنفيذه، فوضغت الحجر الأساس سنة 1969 في يوم احتفالات اليوبيل الذهبي لتأسيس ميناء البصرة بتاريخ 8 تشرين الأول سنة 1969، وبدأ العمل سنة 1975 واكتمل سنة 1983، وهذا الشط ملاحي ذو اتجاه واحد للسفن، فلا يمكن جريان السفن في اتجاهين متعاكسين، مع أن المسافة بينه وبين الخليج العربي قصيرة ومباشرة مقارنة بمسار شط العرب إلى الخليج العربي. سُمّيَ المشروع «شط البصرة» لأن كلمة شط في اللهجة العراقية تقال للنهر الكبير، ولأن النهر يبدأ من البصرة الجديدة (مدينة البصرة) ويمرُّ بجزء من البصرة القديمة (الزبير) فقد أضيف اسم الشط إلى مدينة البصرة، طول الشط 42 كيلومتراً، وحين أُنجزَ هذا المشروع زال خطر الفيضان عن مدينة البصرة. المسافة بين ناظم شط البصرة جنوباً وبداية شط البصرة شمالاً 22 كيلومتراً.

تظهر مياه خور الزبير عن يسار الصورة